# La voz de la juventud
La voz de la juventud è il quarto album del cantante statunitense Toby Love, pubblicato il 10 maggio 2011.

## Tracce
1. Intro
2. Te parece poco
3. Lamento prohibido
4. Pa' que
5. Casi casi
6. Y ahora
7. Quizás (feat. Yuridia)
8. Como te amo
9. Eres tú
10. Rompiendo en frio
11. Como dos fugitivos (feat. Del Blokke)
12. No sé si volverás
13. Corazón
14. Intentarlo otra vez